# Temporada da Associazione Calcio Milan de 2008–09
A temporada 2008–09 da Milan foi a 75ª na história da Série A do Campeonato Italiano.
Novamente sob o comando de Carlo Ancelotti, os Rossoneri terminaram o Campeonato Italiano em terceiro lugar, com 74 pontos (mesma pontuação da Juventus, ficando atrás no saldo de gols), caindo nas oitavas-de-final da Coppa Italia e na fase 32-avos de final da Copa da UEFA após uma derrota para a Lazio e 2 empates com o Werder Bremen (gol fora).
Foi a última temporada disputada por Paolo Maldini, que se despediu dos gramados no mesmo dia que Luis Figo (Internazionale) e Pavel Nedvěd (Juventus). Marcou também a volta de Andriy Shevchenko ao clube após 2 temporadas no Chelsea, assinando por empréstimo.
Somando todas as competições, Alexandre Pato foi o artilheiro do Milan na temporada, com 18 gols, e também o jogador com mais partidas disputadas (42 jogos).

## Uniforme
Fornecedor:
- Adidas

Patrocinadores Principais:
- bwin